# 岡田将生
岡田 将生（おかだ まさき、1989年8月15日 - ）は、日本の俳優。東京都江戸川区出身。スターダストプロモーション制作3部所属。身長182cm。妻は女優の高畑充希。

## 経歴
中学2年生の時に原宿でスカウトされ、当時はバスケットボール部の活動に夢中だったためいったん断るも、高校進学後に事務所と連絡を取りデビューに至る。2006年、日本工学院専門学校のCMでデビュー。同年、テレビドラマ『東京少女』（BS-i）でドラマデビューを果たす。2007年、中村義洋監督の映画『アヒルと鴨のコインロッカー』で映画デビューを果たし、その後もドラマ『花ざかりの君たちへ〜イケメン♂パラダイス〜』（フジテレビ）、映画『天然コケッコー』、ドラマ『生徒諸君!』（テレビ朝日）でメインキャストを務める。
2008年、テレビドラマ『フキデモノと妹』（テレビ朝日）で初主演。同年冬から2009年にかけて、主役級で出演する映画5本（『重力ピエロ』、『魔法遣いに大切なこと』、『ハルフウェイ』、『ホノカアボーイ』、『僕の初恋をキミに捧ぐ』）が相次いで公開される。これらによって2009年度映画賞の新人賞を総なめにする。
2009年、真田敦監督の映画『ホノカアボーイ』で映画初主演。同年、テレビドラマ『オトメン（乙男）〜夏〜』（フジテレビ）で連続ドラマ初主演。また、芸能活動と並行して都内の大学に在学していたが、2009年度末に中退し、俳優業に専念する。
2010年、廣木隆一監督の映画『雷桜』で時代劇初出演。中島哲也監督の映画『告白』では熱血さが空回りする教師役、李相日監督の映画『悪人』では下劣なイケメン大学生と、癖のある脇役を好演し、第34回日本アカデミー賞では2つの作品から助演男優賞にノミネートされた。
2012年、『平清盛』で源頼朝役を演じ、NHK大河ドラマ初出演にしてナレーションも担当。当時22歳で、源頼朝役を演じるのも、ナレーションを担当するのも大河ドラマ史上最年少となった。
2014年、蜷川幸雄演出による舞台『皆既食 -Total Eclipse-』で初舞台を踏み、19世紀フランスの詩人アルチュール・ランボー役で主演を務めた。2021年、出演した濱口竜介監督の映画『ドライブ・マイ・カー』が米アカデミー賞国際長編映画賞を受賞。同作品で高崎映画祭助演男優賞を受賞した。
2024年11月19日、女優の高畑充希と結婚したことを双方のInstagramを通じて発表した。
2025年7月16日、妻の高畑充希の第1子妊娠を発表した。

## エピソード
2008年に出演した月9ドラマ『太陽と海の教室』と2009年公開の映画『重力ピエロ』において俳優の北村匠海と共演しているが、2作品とも北村が岡田の幼少期を演じている。
2023年に映画『1秒先の彼』の舞台挨拶で、人間ドックで測った際に181cmから182cmに身長が伸びていたことを明かしている。
モデルプレスが2024年に集計した「岡田将生が映画・ドラマで演じた役の中で好きな役ランキング」を発表し、『大豆田とわ子と三人の元夫』の中村慎森、『掟上今日子の備忘録』の隠館厄介、『昭和元禄落語心中』の八代目有楽亭八雲がTOP3にランクインした。
妻である高畑充希とは元々共通の友人を通じて面識があったが、配信ドラマ『1122 いいふうふ』で共演をしたことをきっかけに交際へ発展した。

## 受賞歴
2009年度
- 第34回報知映画賞 新人賞（『重力ピエロ』『ホノカアボーイ』『ハルフウェイ』『僕の初恋をキミに捧ぐ』）[16]
- 第22回日刊スポーツ映画大賞・石原裕次郎賞 新人賞（『重力ピエロ』『僕の初恋をキミに捧ぐ』）
- 第52回ブルーリボン賞 新人賞（『重力ピエロ』『ホノカアボーイ』『ハルフウェイ』『僕の初恋をキミに捧ぐ』）[5]
- 第34回エランドール賞 新人賞（『オトメン（乙男）』『魔法遣いに大切なこと』『ハルフウェイ』『ホノカアボーイ』『重力ピエロ』『僕の初恋をキミに捧ぐ』）[17][6]
- 第31回ヨコハマ映画祭 最優秀新人賞（『重力ピエロ』『ホノカアボーイ』『ハルフウェイ』『僕の初恋をキミに捧ぐ』）[18]
- 第33回日本アカデミー賞 新人俳優賞（『ホノカアボーイ』『僕の初恋をキミに捧ぐ』『重力ピエロ』）[19][20]
- 第19回日本映画批評家大賞 新人賞（『ホノカアボーイ』）[21]

2010年度
- 第34回日本アカデミー賞 優秀助演男優賞（『悪人』『告白』の2作品で受賞）[22][23]

2013年度
- 第79回ザテレビジョンドラマアカデミー賞 助演男優賞（『リーガルハイ（第2期）』）[24]

2016年度
- 第4回コンフィデンスアワード・ドラマ賞 主演男優賞（『ゆとりですがなにか』）[25][26][27]

2018年度
- 第14回 コンフィデンスアワード・ドラマ賞 主演男優賞（『昭和元禄落語心中』）[28]
- 第27回 橋田賞

2021年度
- 第35回 高崎映画祭 最優秀助演俳優賞（『ドライブ・マイ・カー』）[29]
- 2021年度 全国映連賞 男優賞（『ドライブ・マイ・カー』）

2024年度
- 第48回日本アカデミー賞 優秀助演男優賞（『ラストマイル』）[30]

## 出演

### 映画
- アヒルと鴨のコインロッカー（2007年5月12日公開、ザナドゥー） - 免許のない学生 役
- 天然コケッコー（2007年7月28日公開、アスミック・エース） - 大沢広海 役
- ROBO☆ROCK（2007年11月23日公開、アステア） - キリコにカモられたタトゥー少年 役
- ブラブラバンバン（2008年3月15日公開、トルネード・フィルム） - 村雨亮 役
- 魔法遣いに大切なこと（2008年12月20日公開、日活） - 緑川豪太 役
- ハルフウェイ（2009年2月21日公開、シネカノン） - 主演・シュウ（篠崎修） 役[注釈 1]
- ホノカアボーイ（2009年3月14日公開、東宝） - 主演・レオ 役
- 重力ピエロ（2009年5月23日公開、アスミック・エース） - 奥野春 役
- 僕の初恋をキミに捧ぐ（2009年10月24日公開、東宝） - 主演・垣野内逞 役[注釈 2]
- 告白（2010年6月5日公開、東宝） - ウェルテル（寺田良輝） 役
- 瞬 またたき（2010年6月19日公開、SDP） - 河野淳一 役
- 悪人（2010年9月11日公開、東宝） - 増尾圭吾 役
- 雷桜（2010年10月22日公開、東宝） - 主演・清水斉道 役[注釈 3]
- プリンセス・トヨトミ（2011年5月28日公開、東宝） - 旭ゲーンズブール 役
- アントキノイノチ（2011年11月19日公開、松竹） - 主演・永島杏平 役[注釈 4][31]
- 宇宙兄弟（2012年5月5日公開、東宝） - 主演・南波日々人 役[注釈 5][32]
- ひみつのアッコちゃん（2012年9月1日公開、松竹） - 早瀬尚人 役
- 劇場版 ATARU THE FIRST LOVE & THE LAST KILL （2013年9月14日公開、東宝） - 猪口介 役
- 謝罪の王様（2013年9月28日公開、東宝） - 沼田卓也 役
- 潔く柔く（2013年10月26日公開、東宝） - 主演・赤沢禄 役[注釈 6][4]
- 四十九日のレシピ（2013年11月9日公開、ギャガ） - ハル 役
- 偉大なる、しゅららぼん（2014年3月8日公開、東映） - 主演・日出涼介 役[注釈 7][33]
- オー!ファーザー（2014年5月24日公開、ワーナー・ブラザース映画） - 主演・由紀夫 役
- 想いのこし（2014年11月22日公開、東映） - 主演・本多ガジロウ 役[34]
- 映画 ST 赤と白の捜査ファイル（2015年1月10日公開、東宝） - 主演・百合根友久 役[注釈 8][35]
- エイプリルフールズ（2015年4月1日公開、東宝） - 救急隊員の男 役
- ストレイヤーズ・クロニクル（2015年6月27日公開、ワーナー・ブラザース映画） - 主演・荏碕昴 役[36]
- 秘密 THE TOP SECRET（2016年8月6日公開、松竹） - 青木一行 役
- 何者（2016年10月15日公開、東宝） - 宮本隆良 役[37]
- 銀魂（2017年7月14日公開、ワーナー・ブラザース映画） - 桂小太郎 役[38]
  - 銀魂2 掟は破るためにこそある（2018年8月17日公開）
- ジョジョの奇妙な冒険 ダイヤモンドは砕けない 第一章（2017年8月4日公開、東宝 / ワーナー・ブラザース映画） - 虹村形兆 役[39]
- 伊藤くん A to E（2018年1月12日公開、ショウゲート） - 主演・伊藤誠二郎 役[注釈 9][40]
- 家族のはなし（2018年11月23日公開、KATSU-do） - 主演・小林拓也 役[41]
- そらのレストラン（2019年1月25日公開、東京テアトル） - 神戸陽太郎 役 [42]
- 星の子（2020年10月9日公開、東京テアトル / ヨアケ） - 南先生 役
- さんかく窓の外側は夜（2021年1月22日公開、松竹） - 主演・冷川理人 役[注釈 10][43]
- Arc アーク（2021年6月25日公開、ワーナー・ブラザース映画） - 黒田天音 役[44]
- ドライブ・マイ・カー（2021年8月20日公開、C&Iエンタテインメント） - 高槻耕史 役[45]
- CUBE 一度入ったら、最後（2021年10月22日公開、松竹） - 越智真司 役[46]
- 聖地X（2021年11月19日公開、ギャガ） - 主演・山田輝夫 役[47]
- 1秒先の彼（2023年7月7日公開、ビターズ・エンド） - 主演・ハジメ 役[注釈 11][48]
- ゆとりですがなにか インターナショナル（2023年10月13日公開、東宝） - 主演・坂間正和 役[49]
- ゴールド・ボーイ（2024年3月8日公開、東京テアトル / チームジョイ） - 主演・東昇  役[50]
- ラストマイル（2024年8月23日公開、東宝） - 梨本孔 役[51][52]
- アングリースクワッド 公務員と7人の詐欺師（2024年11月22日公開、ナカチカピクチャーズ / JR西日本コミュニケーションズ） - 氷室マコト 役[53][54]
- ゆきてかへらぬ（2025年2月21日公開、キノフィルムズ） - 小林秀雄 役[55]
- アフター・ザ・クエイク（2025年10月3日公開予定、ビターズ・エンド） - 主演・小村 役[56]

### テレビドラマ
- ショートフィルム道 東京少女「眺める少女」（2006年3月19日、TBS・2006年8月6日、BS-i） - キャッチャー 役
- 青春★ENERGY もうひとつのシュガー&スパイス 第2話（2006年9月6日、フジテレビ） - 内藤正人 役
- 恋する日曜日第3シリーズ第2ターム「明日の笑顔」（2007年4月14日、BS-i） - 若林亮介 役
- 生徒諸君!（2007年4月20日 - 6月22日、テレビ朝日） - 木下薫 役
- 花ざかりの君たちへ〜イケメン♂パラダイス〜（2007年7月3日 - 9月18日、フジテレビ） - 関目京悟 役
  - 花ざかりの君たちへ〜イケメン♂パラダイス〜卒業式&7と1/2スペシャル（2008年10月12日、フジテレビ）
- 交渉人〜THE NEGOTIATOR〜 第5話（2008年2月7日、テレビ朝日） - 本橋和馬 役
- フキデモノと妹（2008年3月1日、テレビ朝日） - 主演・成田和輝 役
- 太陽と海の教室（2008年7月21日 - 9月22日、フジテレビ） - 根岸洋貴 役
- オトメン（乙男）〜夏〜（2009年8月1日 - 9月26日、フジテレビ） - 主演・正宗飛鳥 役
  - オトメン（乙男）〜秋〜（2009年10月13日 - 11月3日、フジテレビ）
- わが家の歴史（2010年4月9日 - 4月11日、フジテレビ） - 宮崎正志 役
- 黄金の豚-会計検査庁 特別調査課-（2010年10月 - 12月、日本テレビ） - 工藤優 役
- ヤング ブラック・ジャック（2011年4月23日、日本テレビ） - 主演・間時生 役
- アイシテル〜絆〜（2011年9月21日、日本テレビ） - 森田直人 役
- アントキノイノチ〜プロローグ〜天国への引越し屋（2011年11月5日、TBS） - ナレーション
- 大河ドラマ 平清盛（2012年1月8日 - 12月23日、NHK総合） - 源頼朝 役 ※ナレーション兼任
- 聖なる怪物たち（2012年1月20日 - 3月15日、テレビ朝日） - 主演・司馬健吾 役
- 未来日記-ANOTHER:WORLD-（2012年4月21日 - 6月30日、フジテレビ） - 主演・星野新太 役
- ほんとにあった怖い話 夏の特別編2012 「右肩の女」（2012年8月18日、フジテレビ） - 主演・沢田利也 役
- ATARU スペシャル〜ニューヨークからの挑戦状!!〜 （2013年1月6日、TBS） - 猪口介 役
- ST〜警視庁科学特捜班〜（2013年4月10日、日本テレビ） - 主演・百合根友久 役[注釈 12][57]
  - ST 赤と白の捜査ファイル （2014年7月16日 - 9月17日、日本テレビ）
- リーガルハイ（第2期）（2013年10月9日 - 12月18日、フジテレビ） - 羽生晴樹 役
- ドラマW チキンレース（2013年11月10日、WOWOW）- 神谷猛 役
- 星新一ミステリーSP「程度の問題」（2014年2月15日、フジテレビ） - 主演・エヌ氏 役
- 白銀ジャック（2014年8月2日、テレビ朝日） - 根津昇平 役
- 不便な便利屋（2015年4月11日 - 6月27日、テレビ東京） - 主演・竹山純 役[58]
  - 不便な便利屋 2016 初雪（2016年12月30日）
- 掟上今日子の備忘録（2015年10月10日 - 12月12日、日本テレビ） - 隠舘厄介 役[59]
- ゆとりですがなにか（2016年4月17日 - 6月19日、日本テレビ） - 主演・坂間正和 役[60][61]
  - ゆとりですがなにか 純米吟醸純情編（2017年7月2日・9日）
- 北風と太陽の法廷（2017年3月17日、日本テレビ） - 主演・麹谷陽太 役[注釈 13][62]
- 絆〜走れ奇跡の子馬〜（2017年3月23日・24日、NHK総合） - 松下拓馬 役[63]
- バイプレイヤーズ 〜もしも6人の名脇役がシェアハウスで暮らしたら〜 第11話・第12話（2017年3月25日・4月1日[64]、テレビ東京） - 岡田将生（本人） 役[65]
  - バイプレイヤーズ 〜もしも名脇役がテレ東朝ドラで無人島生活したら〜第1話（2018年2月7日、テレビ東京） - 岡田将生（本人） 役[66]
  - 劇中劇（架空ドラマ）朝の連続ドラマ『しまっこさん』 - 岡山太郎 役[67]
- 小さな巨人（2017年4月16日 - 6月18日、TBS） - 山田春彦 役[68]
- 伊藤くん A to E 第7話・第8話（2017年9月25日・10月2日[64]、毎日放送） - 伊藤誠二郎 役
- 名刺ゲーム（2017年12月2日、WOWOW） - 謎の男X 役
- 昭和元禄落語心中（2018年10月12日 - 12月14日、NHK総合） - 主演・八代目有楽亭八雲 役[69][70]
- 大誘拐2018（2018年12月14日、東海テレビ） - 主演・戸並健一 役[71]
- 連続テレビ小説（NHK総合）
  - なつぞら（2019年5月2日 - 9月28日） - 奥原咲太郎 役[72]
    - なつぞらSP 秋の大収穫祭「とよさんの東京物語」（2019年11月2日、NHK BSプレミアム）[73]

  - 虎に翼（2024年7月1日 - 9月27日） - 星航一 役[74]
- 離婚なふたり（2019年4月5日・12日、テレビ朝日） - 堂島正義 役[75]
- タリオ 復讐代行の2人（2020年10月9日 - 11月20日、NHK総合・BS4K） - 主演・黒岩賢介 役[注釈 14][76][77]
- 書けないッ!?〜脚本家 吉丸圭佑の筋書きのない生活〜（2021年1月16日 - 3月13日、テレビ朝日系） - 八神隼人 役
- 大豆田とわ子と三人の元夫（2021年4月13日 - 6月15日、関西テレビ・フジテレビ） - 中村慎森 役[78]
- ドクターX〜外科医・大門未知子〜 第7シリーズ 第1話（2021年10月14日、テレビ朝日） - 一木蛍 役[79]
- ザ・トラベルナース （2022年10月20日 - 12月8日、テレビ朝日） - 主演・那須田歩 役[80][81]
  - ザ・トラベルナース（2024年10月17日 - 12月19日、テレビ朝日）[82]
- 連続ドラマW-30 にんげんこわい2 第4話「鰍沢」（2023年9月1日、WOWOW） - 主演・旅人 役[83]
- 不適切にもほどがある! 第7話（2024年3月8日、TBS） - ナオキ 役[84]
- 錦糸町パラダイス〜渋谷から一本〜（2024年7月13日 - 9月28日、テレビ東京） - 坂田蒼 役[85]
- 御上先生（2025年1月19日 - 3月23日、TBS） - 槙野恭介 役[86]
- 地震のあとで 第1話『UFO が釧路に降りる』（2025年4月5日、NHK総合） - 主演・小村 役[87]

### テレビ番組
- 音楽熱帯夜‐YUKI LIVE in TOKYO DOME（2012年11月10日、NHK BSプレミアム） - ナレーション
- 植物に学ぶ生存戦略4 話す人・山田孝之（2020年8月26日、NHK Eテレ）
- 岡田・澤部・須田の のんべんだらり（2022年12月29日、テレビ埼玉） - 『オトメン（乙男）』での共演以降、親交の厚いハライチの澤部佑・パップコーンの須田拓也との冠特番[88]

### 配信ドラマ
- 北風の法廷 〜鉄仮面弁護士・櫻川風香〜（2017年3月10日・17日、hulu） - 麹谷陽太 役
  - 太陽の法廷 〜不戦弁護士・麹谷陽太〜（2017年3月24日・31日、hulu） - 主演・麹谷陽太 役
- 山岸ですがなにか（2017年7月2日 - 23日、hulu） - 坂間正和 役
- 1122 いいふうふ（2024年6月14日 - 、Amazon Prime Video） - 主演・相原二也 役[89][90][91]
- アングリースクワッド EPISODE ZERO（2024年11月14日 - 28日、Lemino） - 主演・氷室マコト 役[92]
- 殺し屋たちの店 シーズン2（配信日未定、Disney Star） - J 役[93]

### 劇場アニメ
- 果てしなきスカーレット（2025年11月21日公開予定、ソニー・ピクチャーズ エンタテインメント） - 聖 役[94]

### ラジオ番組
- SCHOOL OF LOCK!「ハルフウェイスペシャル」（2009年2月19日、TOKYO FM）※北乃きい、Salyuと出演。[95][96]
  - SCHOOL OF LOCK!「小栗旬先生&岡田将生先生来校! 決定! "宇宙一兄弟" グランプリ!」（2012年5月9日、TOKYO FM）※小栗旬と出演。[97]
- 「映画『重力ピエロ』ラジオ特番」（2009年5月6日、TOKYO FM）※小日向文世（スペシャルMCとして参加）、加瀬亮と出演。[98]
- 小島一宏 一週間のごぶサタデー「こじまんち」（2014年3月8日、東海ラジオ）※濱田岳と出演。[99]
- 「原光隆シネマファイル」（2014年3月11日、東海ラジオ）※濱田岳と出演。[100]

### ラジオドラマ
- JFN系列「やまだひさしのラジアンリミテッドF」ラジオドラマ『天国への手紙』（2014年11月21日・28日、TOKYO FM）※映画『想いのこし』の関連作品で、メインキャストが総出演する。[101][102]

### 舞台
- 皆既食 -Total Eclipse-（2014年、Bunkamura シアターコクーン 他） - 主演・アルチュール・ランボー 役[103][104]
- ウーマン・イン・ブラック〈黒い服の女〉（2015年、パルコ劇場 他） - キップス 役[105]
- ゴーゴーボーイズ ゴーゴーヘブン（2016年7月7日 - 31日、Bunkamura シアターコクーン / 8月4日 - 13日、森ノ宮ピロティホール） - トーイ／オカザキ 役（2役） [106]
- ニンゲン御破算（2018年6月7日 - 7月15日、Bunkamura シアターコクーン / 森ノ宮ピロティホール） - 灰次役
- ハムレット（2019年5月9日 - 6月11日、Bunkamura シアターコクーン / 森ノ宮ピロティホール） - 主演・ハムレット 役[107]
- ブラッケン・ムーア 〜荒地の亡霊〜（8月2日 - 8月4日、シアター1010 / 8月6日、長野県県民文化会館 ホクト文化ホール 大ホール / 8月8日- 8月9日 、日本特殊陶業市民会館 ビレッジホール / 8月11日、 静岡市清水文化会館 マリナート / 8月14日 - 27日、シアタークリエ / 8月30日 - 9月1日、梅田芸術劇場 シアター・ドラマシティ ） - 主演・テレンス・エイブリー 役[108]
- 物語なき、この世界。（2021年7月11日 - 8月3日、Bunkamura シアターコクーン / 2021年8月7日 - 11日、京都劇場） - 主演・菅原裕一 役[109]
- ガラスの動物園（2021年12月12日 - 30日、シアタークリエ/2022年1月6日 - 12日、博多座/1月14日 - 16日、日本特殊陶業市民会館ビレッジホール/1月20日 - 23日、梅田芸術劇場シアター・ドラマシティ） - 主演・トム・ウィングフィールド役

### ミュージック・ビデオ
- PVやMVの出演
  - SHOWTA. - 「願い星」（2006年）
  - S.R.S - 「Sometimes」（2009年）※映画『重力ピエロ』主題歌[110]
  - 舞花 - 「心」（2010年）※映画『雷桜』主題歌[111]
  - GReeeeN - 「恋文〜ラブレター〜」（2011年）※映画『アントキノイノチ』主題歌[112][113]
  - 阿部真央 - 「boyfriend」（2013年）※声優として参加[114]
  - ［Alexandros］ - 「明日、また」（2017年）※クロレッツ「スッキリと、前へ。」篇のCMソング[115][116][117]
  - 斉藤和義 - 「泣くなグローリームーン」（2024年）※ドラマ『ザ・トラベルナース』（第2シリーズ）主題歌[118]

- 劇中映像の再編集
  - くるり - 「言葉はさんかく こころは四角」（2007年）※映画『天然コケッコー』主題歌[119]
  - THYME - 「愛する人」（2008年）※映画『魔法遣いに大切なこと』主題歌[120]
  - K - 「会いたいから」※映画『瞬 またたき』主題歌[121][122]
  - 大橋トリオ - 「Fairy（雷桜）」（2010年）※映画『雷桜』劇中曲[123]
  - 斉藤和義 - 「かげろう」（2013年）※映画『潔く柔く』主題歌[124][125]
  - スガシカオ - 「LIFE」（2014年）※映画『オー!ファーザー』主題歌[126][127]
  - ストレイテナー - 「The Place Has No Name」（2015年）※ドラマ『不便な便利屋』オープニングテーマ[128][129]
  - スピッツ - 「雪風」スペシャル映像（2015年）※ドラマ『不便な便利屋』エンディングテーマ（コラボレーション映像）[130][131]
  - androp - 「Joker」special movie（2017年）※映画『伊藤くん A to E』主題歌[132][133]

### 文庫カバーモデル
- SDP Bunko 第7弾 文学日和 -切ない思い-（2009年11月7日、SDP）
  - 太宰治「人間失格」ISBN 978-4-903620-50-3
  - 萩原朔太郎「月に吠える」ISBN 978-4-903620-51-0
  - 中島敦「山月記」ISBN 978-4-903620-53-4
  - 森鷗外「舞姫」ISBN 978-4-903620-52-7

### CM
- 日本工学院専門学校（2006年 - 2008年）[134]
- 白泉社「月刊LaLa」（2006年 - 2007年）
- コナミ「ときめきメモリアルONLINE」（2007年）※小林涼子と共演。
- NTTドコモ
  - ドコモ春のキャンペーン 音楽ケータイ（2007年）※波瑠と共演。
  - ひとりと、ひとつ。（2010年 - 2011年）※渡辺謙と共演[135]
- JR東日本「大船エキナカ」（2007年）※多部未華子と共演。
- 江崎グリコ「メンズポッキー」（2007年 - 2008年）
- キリンビバレッジ（2009年）映画「ホノカアボーイ」とのコラボレーションCM。
- 東京ガス（2009年）
- 明治製菓「ミルクチョコレート」（2009年）映画ホノカアボーイのコラボレーションCM
- 東洋水産「マルちゃん赤いきつねと緑のたぬき」（2009年）
- ネスレ日本「キットカット」（2009年）※北乃きいと共演。映画「ハルフウェイ」とのコラボレーションCM。
- 集英社「集英社文庫 夏の一冊」（2009年） - コトバ 役 ※山下リオと共演。
- キヤノン「ピクサス」（2009年 - 2011年）※2011年9月からは芦田愛菜と共演。
- 森永製菓「ダース」（2009年 - 2010年）※臼田あさ美と共演。
- ユニバーサルミュージック「アイのうた3」（2009年 - 2010年）
- サントリーフーズ→サントリー食品インターナショナル
  - リプトン ザ・ロイヤルミルクティー（2009年 - 2010年）※濱田岳、青木崇高、渡部豪太、鈴木拓と共演。
  - ビタミンウォーター（2010年 - 2011年）※加藤清史郎、温水洋一、バービーと共演。
  - サントリーグループ応援CM（2011年4月）[136]
- アディダスジャパン「2010春夏プロモーション」（2010年）
- 参天製薬「サンテFXシリーズ」（2010年 - 2011年）
- ローソン「おにぎり屋」（2010年 - 2011年）※長塚京三と共演。
- 伊藤ハム「ラ・ピッツァ」（2011年）
- スズキ「ラパン」（2011年 - 2013年）※肘井美佳と共演。
- ボルテージ「ベツカレ」（2012年）
- 花王「クリアクリーンEX」（2012年 - 2013年）
- アサヒビール「ゼロカク」（2012年 - 2013年）※堤真一と共演。
- IHI （2012年）※山下リオと共演。
- ユーキャン（2013年）※長澤まさみ、坂下千里子、ゆずと共演。
- 三井不動産商業マネジメント「ららぽーと」（2014年 - 2015年）
- プレナス ほっともっと「Netto Motto」（2014年 - 2015年）[137]
- カルピス「カルピスソーダ」（2015年）
- Wright Flyer Studios「消滅都市」（2015年 - 2016年）[138]
- スクウェア・エニックス「メビウス ファイナルファンタジー」（2016年）※宮川大輔と共演。[139]
- 日本コカ・コーラ「カナダドライ」（2017年）
- モンデリーズ・ジャパン「クロレッツ」（2017年 - 2020年）[140][141]
- アクサ生命保険・アクサ損害保険（2017年 - 2023年）[142][143][144][145]
- ヤマキ「割烹白だし」（2018年 - 2022年）
- ポケモン「ポケットモンスター ソード・シールド」（2019年 - 2020年）
- ニベア花王「ニベア エンジェルスキン ボディウォッシュ」（2019年 - 2020年）
- キリンビール
  - 「グリーンズフリー」（2020年 - 2021年）※松岡茉優、リリー・フランキーと共演。
  - 「KIRIN Premium ジンソーダ 杜の香」（2025年4月 - ）※比嘉愛未と共演[146]。
  - 「一番搾り ホワイトビール」（2025年4月 - ）※小芝風花と共演[147]。
- コナミデジタルエンタテインメント「遊戯王ラッシュデュエル」（2021年）[148]
- ビオフェルミン製薬「新ビオフェルミンS」（2021年 - ）[149]
- LegalForce（2021年 - 2022年）[150][151]
- 日本マクドナルド
  - ゴディバホットチョコレート（2022年）[152]
  - ひとくちチュロス（2022年 - ） ※伊藤沙莉と共演。[153]
  - いちご大福パイ（2023年）※伊藤沙莉と共演。
- サントリー「SUNTORY WORLD WHISKY 碧Ao」（2022年 - 2024年）※井口理と共演。[154]
- 富士フイルム「アスタリフト 列車のふたり」（2023年 - ）※宮崎あおいと共演。[155][156][157]
- ワールドパーティー「Wpc.lZA」（2024年）
- 日本経済新聞社「日経電子版」（2024年 - 2025年）[158]
- ゆうちょ銀行（2025年 - ）

## 音楽作品
- STUTS & 松たか子 with 3exes『Presence』（2021年） - テレビドラマ『大豆田とわ子と三人の元夫』主題歌集。3exesの一員としてコーラスおよびラップで参加。

## 書籍
- aloha. 岡田将生 in ホノカアボーイ（2009年3月14日、ぴあ） - 主演映画『ホノカアボーイ』のビジュアルブック。 ISBN 978-4-8356-1730-5
- 未来の破片（2016年8月25日、ギャンビット） - 『CUT』『an・an』『MEKURU』で発表した連載を再構成した単行本。 ISBN 978-4-907462-29-1[159]